# Slayers
Slayers (スレイヤーズ, Sureiyāzu; lit. "Matadores") é uma franquia de mais de 52 light novels escritas por Hajime Kanzaka e ilustradas por Rui Araizumi. Todas as novels foram publicadas pela revista Dragon Magazine. Posteriormente, foi adaptada em vários mangás, 5 animes, 2 OVAs, e 5 filmes, além de diversos RPGs para Playstation e Sega Saturn, e um para Super Famicom em 1994. No Brasil a série animada foi exibida pelos canais Rede Bandeirantes e Rede 21 e somente a primeira temporada foi exibida, e em Portugal somente a série Slayers Next foi emitida pela SIC sob o título de Reena e Gaudy - Os Cavaleiros da Justiça.
Slayers segue as aventuras de uma feiticeira adolescente chamada Lina Inverse e, seus companheiros, em um mundo fantástico. Usando magia e esgrima, eles combatem vilões como guerreiros, magos, ocasionais gangues de bandidos e monstros. A série foi considerada uma das mais populares da década de 1990.
A provável ideia por trás do motivo do nome da série, "Slayers" (Matadores), seja o fato de Lina e cia. sempre causarem destruição desnecessária por onde passam, mesmo que não intencional [carece de fontes?]. Confusões causadas que renderam a Lina títulos (parcialmente injustos) como "A Inimiga de Tudo O Que Vive", "Feticeira Maligna" ou "Demônio", no decorrer da série.

## Enredo e Títulos
Os OVAs e filmes contam histórias anteriores ao enredo principal, e, adaptados das light novels, os mangás e as cinco temporadas da adaptação animada para TV avançam o título da franquia e estabelecem as três principais companhias de Lina:
- Gourry (O espadachim)
- Zelgadiss (A quimera xamã)
- Amelia (Uma jovem princesa e guerreira da justiça)

A primeira temporada da adaptação para TV foi nomeada simplesmente como "Slayers" (1995), adaptando parcialmente a primeira e terceira novels e os volumes de 1 a 5 do mangá.
A segunda temporada foi nomeada “Slayers NEXT”, adaptando parcialmente as novels de nº 2, 4, 5, 7 e 8, e os volumes de 6 a 8 do mangá.
A terceira temporada “Slayers TRY”, diferente das temporadas anteriores, não adaptou nenhuma novel ou mangá de Hajime Kanzaka, porém o mesmo esteve diretamente envolvido na redação da história, podendo-se considerar os eventos dessa saga como parte de uma "linha de tempo alternativa", já que a partir daqui, as adaptações animadas para TV divergem do material original, porém não necessariamente conflitando com o mesmo.
A quarta temporada, “Slayers REVOLUTION”, foi seguindo o mesmo sucesso e sequência narrativa de Slayers TRY, mas o conflito no cronograma causou interesse em dissipar o projeto com apenas 13 episódios, ao invés dos habituais 26 das sagas anteriores.
A última adaptação animada para a TV, “Slayers EVOLUTION-R”, encerra as aventuras de Lina iniciadas em REVOLUTION com mais 13 episódios.
Contudo, cada série e filme, mantinham sua natureza humorística, frequentemente mostrando o abuso de Lina sobre seus camaradas ou oponentes inferiores; e o uso de magias destrutivas em horas inapropriadas. Outra característica do anime é que todas as sagas são divididas em duas fases distintas cada uma, exceto pelas sagas Revolution e Evolution-R que se complementam entre si.

### Slayers(1995)
1ª Fase:
Em uma terra de fantasia, onde a magia domina e os monstros são abundantes, eis que então surge Lina Inverse, uma feiticeira lançadora de Bolas de Fogo que rouba dos bandidos fracos e devolve os tesouros para si mesma. Juntamente com Gourry, um espadachim habilidoso mas nada esperto, Lina sai a procura de fama e fortuna pelo mundo. Até que um homem quimera chamado Zelgadiss, chega até Lina querendo reaver um item que a mesma recentemente adquiriu, a Estátua de Oricalco da Deusa. Lina obviamente se recusa e uma disputa pela estatueta então começa e, enquanto viaja lutando e se esquivando de Zelgadiss e seus homens, ela tenta descobrir o segredo da estatueta e do seu poder misterioso.
2ªFase:
Após a última árdua batalha, Lina continua a viajar ao lado de Gourry, que insiste em ser seu protetor. No caminho acabam por salvar o príncipe herdeiro de Saillune, Phillionel Saillune e sua filha, princesa Amelia, de uma tentativa de golpe de estado. Lina decide acompanhar os dois até o seu reino esperando na verdade receber uma gorda recompensa. Chegando a Saillune, Lina descobre que sua cabeça, a de Gourry e inclusive a de Zelgadiss estão a prêmio. Amelia, que é uma dramática autointitulada guerreira da justiça, decide prender Lina e Gourry e manda que seus guardas a ataquem e ainda permite que dois caçadores de recompensa, Vrumugun e Zangulus, também tentem capturá-los. Após uma longa batalha Lina e Gourry derrotam os caçadores e todos os guardas e Amelia se convence de que eles não podem ser maus já que conseguiram sair daquela situação adversa. Amelia então decide se juntar a Lina como sua aprendiz e ajudá-la a descobrir o responsável por trás dessa difamação. O grupo parte para uma jornada à Sairaag, antiga capital da magia, onde o misterioso inimigo se esconde, enquanto enfrentam as frequentes investidas dos perigosos Zangulus e Vrumugun.

### Slayers NEXT
1ª Fase:
Após os eventos em Sairaag, Lina e Gourry continuam a se aventurar pelo mundo. Lina agora voltou seus olhos para um antigo e lendário manuscrito que dizem conter magias e segredos poderosos, a Bíblia de Claire. Esse novo objetivo leva ambos até o reino de Zoana, onde a exibição quinquicentenária do famoso Livro de Zoana está para ocorrer. Lina acreditando que o livro é na verdade uma das cópias da Bíblia de Claire, quer ser a primeira a pôr as mãos no mesmo. Enquanto esperam pelo início da exibição, Lina e Gourry reencontram Amelia que está numa missão de diplomacia em Zoana. Enquanto isso, o rei Moros e sua filha, princesa Martina, conspiram para usar Amelia como refém e assim subjugarem Saillune e iniciarem seus ambiciosos planos de dominação mundial. Ao chegar a conferência, Amelia é "capturada", porém Lina aparece e a "salva", iniciando uma batalha com a arrogante Martina. Martina chama seu novo guarda-costas Zelgadiss, que aceitou o trabalho pela chance de estudar o Livro de Zoana. Com as provocações de Martina, Lina se enfurece e usa seu Dragão Escravo destruindo completamente o palácio e as ambições do rei e da princesa. Descobrindo também que o Livro de Zoana era apenas uma manual para a construção de Golens, o grupo, agora incluindo Zelgadiss e Amelia partem numa jornada para achar um verdadeiro manuscrito da Bíblia de Claire, porém a aparição de um misterioso sacerdote chamado Xelloss e a perseguição da vingativa e irritante Martina podem tornar essa busca muita mais complicada.
2ª Fase:
Lina e os outros, agora sabendo a verdadeira natureza da Bíblia de Claire, continuam a jornada para tentar salvar Gourry que foi levado por outro Lorde Mazoku, o terrível Mestre Infernal Fibrizo. Mesmo sabendo que Fibrizo possui objetivos obscuros com essa trama, Lina precisa salvar seu companheiro, custe o que custar.

### Slayers TRY
1ª Fase:
Após os últimos eventos, a milenar Barreira Mazoku que envolvia e isolava o continente onde Lina e os outros vivem é finalmente dissipada e viajar ao Mundo Exterior agora é possível. Uma comitiva diplomática liderada pelo reino de Saillune está preste a zarpar para as terras desconhecidas e Lina ávida pelos novos tesouros e magias que pode encontrar decide se juntar a ela, acompanhada de Gourry. Zelgadiss, vendo uma nova chance de encontrar a cura para seu quimerismo também se une ao grupo junto com Amelia. Lina então recebe um misterioso convite para um contrato, ao chegar no ponto de encontro acompanhada de seus amigos, se depara com uma bela sacerdotisa ryuzoku chamada Filia, que diz a Lina que ela é a única que pode salvar o mundo da Profecia da Destruição dada pelo Rei Dragão do Fogo. Lina se recusa relutantemente a aceitar ao descobrir que era na verdade a segunda opção de Filia. Filia preparada para essa situação, entrega a Lina um carta endereçada pessoalmente a ela pela pessoa que foi escolhida antes. Lina lê a carta e, após um ataque histérico, aceita obedientemente viajar com Filia até o Templo do Dragão de Fogo onde receberão mais instruções. A jornada segue tranquila até que o grupo passa a ser atacado por bandidos a serviço de um homem chamado Valgarv que deseja roubar a Espada da Luz de Gourry. Temendo que não seja apenas uma coincidência, Lina, Filia e os outros se apressam ao seu destino enquanto tentam impedir que a Espada da Luz seja roubada.
2ª Fase:
Derrotados pelo imenso poder do Lorde da Estrela Negra, Lina e os outros sobrevivem de alguma forma ao desastre e ficam à deriva por vários dias. Quando o grupo se recompõe um novo plano para derrotar o, ainda preso, Drugadigdu é formado. Lina e os outros partem em busca da última e mais poderosa Arma da Luz, o arco Galveira.

### Slayers REVOLUTION&Slayers EVOLUTION-R
Embora o fato de terem títulos distintos (já que por questões de cronograma foram produzidos em anos diferentes), REVOLUTION e EVOLUTION-R formam uma única saga.
1ª Fase (REVOLUTION):
Aproximadamente um ano se passou desde as aventuras de Lina no Mundo Exterior, ela e Gourry continuam viajando juntos, dessa vez navegando e lutando contra piratas a serviço de um capitão. Em meio à batalha Lina e Gourry se reencontram com Amelia e Zelgadiss que patrulhavam a área com a frota de Saillune. Ao interrogar os piratas, a péssima fama de Lina fica evidente quando os piratas choram de medo e a acusam de várias coisas terríveis ao descobrirem que ela é "A Lina Inverse", "aquela que o inferno rejeitou". Lina já se preparava para acabar com os piratas, quando um investigador do reino de Ruvinagald, chamado Wizer Freion, diz que prenderá Lina por seus crimes contra seu reino e contra a paz mundial. Enquanto Gourry e os outros aceitam facilmente a situação, acreditando que de qualquer forma aquilo um dia iria acontecer e que ela era provavelmente culpada de todas as acusações, Lina se enfurece e decide resistir a prisão e achar o verdadeiro responsável por piorar a sua, já péssima, fama. Lina e os outros passam a investigar as recorrentes destruições dos Magi-tanques de Ruvinagald e acabam achando uma criaturinha chamada Pokota que vinha atacando as bases do reino destruindo seus novos armamentos. Após algumas confusões, Lina consegue interrogar Pokota que afirma que ele apenas destrói os Magi-tanques pois ele é o criador deles e que outras tecnologias suas foram roubadas por Ruvinagald, sendo perigosas demais pra ficar em mãos erradas. O grupo acredita em Pokota e decide ajudá-lo a chegar ao fundo do problema, uma tarefa que não será nada fácil, já que eles terão que lidar com o persistente Wizer Freion e inclusive com Xelloss, que mais uma vez parece estar envolvido em um misterioso plano.
2ª Fase (EVOLUTION-R):
Finalmente após os eventos em Ruvinagald, Lina e os outros voltam suas atenções em salvar o reino de Pokota, Taforashia, de um selamento poderoso em que foram colocados pelo Monge Vermelho Rezo, há muitos anos, para salvá-los da Doença de Durum que não possuía uma cura na época. Apesar de saberem que Rezo já estava morto há algum tempo, o grupo recebe a informação de Ozel, uma antiga serva de Rezo, de que alma do Monge Vermelho ainda existe selada pelo próprio numa de suas criações, o Vaso do Mestre Infernal. Lina, Pokota e os outros partem em busca do vaso que contém a alma de Rezo, porém terão que lidar com o vingativo assassino Zuuma e Xelloss que também parece bastante interessado no vaso.

### OVAs e Filmes
Apesar de ter sido lançado depois da série de animes, as duas OVAs e os primeiros quatro filmes descreveram eventos que ocorreram cedo na carreira de Lina como uma aventureira caçadora de bandidos e assassina de dragões. Nestas partes mostrou ser primeiramente como duelista e heroína subsequente com sua primeira sócia, Naga, a Serpente. Naga, nunca teve um grande intelecto, é uma feiticeira formidável, e se vê como a mais forte e principal rival de Lina; estas aventuras são encaixadas antes dos eventos das cinco temporadas de televisão.
OVAs:
- Slayers Special (Slayers - O Livro dos Feitiços).
- Slayers Excellent.

Filmes:
- Slayers Perfect (Slayers - O Filme)
- Slayers Return
- Slayers Gorgeous
- Slayers Premium

## Personagens Principais

### Lina Inverse
Lina Inverse (リナ・インバース, Rina Inbāsu) é a protagonista de toda a série e, é a única personagem a aparecer em todas as sagas de Slayers. Ela é uma jovem, mas poderosa, feiticeira nascida no reino de Zephilia, com um grande amor pelo dinheiro e comida (não necessariamente nessa ordem). No mundo de Slayers, usuários de magia particularmente poderosos podem receber cores como atribuição de suas guildas, ao invés de apenas títulos, Lina eventualmente recebeu o título de "Feiticeira Rosa" ou "Lina, A Rosa", fato que tenta esconder, diferente de outros magos que até vestem as cores a eles atribuídas. Ela tem uma irmã mais velha, Luna, que é uma poderosa feiticeira branca e uma "Cavaleira de Ceifeed". Apesar de Lina ter destruído gangues de bandidos e monstros e derrotado lordes das trevas, a mera menção do nome de sua irmã faz com que Lina perca o controle e trema de medo. Lina também sofre de entomofobia de lesmas.
Ela se introduz na história, destruindo uma gangue de bandidos, conhecida como “Presas do Dragão”. Ela rouba uma grande porção do tesouro dessa gangue e, então segue para a mais próxima cidade para tornar isso em um lucro extensível. No caminho para a cidade, ela é emboscada pelo resto da gangue. Entretanto, alguns segundos após ter derrotado o resto da gangue, Gourry chega para resgatá-la (mesmo que ela não o precise mais). O fato de ela e Gourry terem viajado um com o outro os fizeram se destacar na série. Ao longo de suas aventuras, Lina parece se apaixonar por Gourry, mesmo que algumas vezes ela acabe espancando-o por causa de seus "esquecimentos".
Aparência:
Lina é uma jovem de estatura baixa e magra, com longos cabelos ruivos (ou castanho-avermelhados), geralmente com uma franja formada por uma bandana ou tiara que usa na testa, e olhos com uma cor similar ao seu cabelo. Lina usa um tabardo e calças de tons majoritariamente avermelhados (ou rosas), além de luvas e botas, e, uma capa preta complementada com ombreiras, geralmente bem vistosas, possuindo pedras ou joias, em várias partes de suas vestimentas. Para sua frustração, Lina não possui certos atributos femininos muito proeminentes, tornando-se mais irritante para ela quando Naga ou Gourry apontam tais características. Apesar dessa inconformação pessoal, Lina tem muito autoestima e é dita ser muito bonita. O ilustrador Rui Araizumi afirma que baseou o design de Lina na atriz e humanitária britânica Audrey Hepburn.
Habilidades:
Lina é uma hábil feiticeira, recebendo até mesmo um "título de cor", podendo usar todos os tipos de magia praticamente (exceto a sagrada), suas especialidades no entanto são com magia negra, magia xamanística, e a terrível magia do Caos. Lina pode usar feitiços poderosos como o Dragão Escravo (Dragon Slave), Lançada de Rá (Ra Tilt), Espada Ragna (Ragna Blade) e o temível Giga Escravo (Giga Slave), até mesmo magias básicas, como a Bola de Fogo (Fireball) ou a Flecha de Fogo (Fire Arrow), parecem ser muito mais poderosas quando executadas por ela. Lina também mostra habilidades decentes com sua espada curta, usando-a, claro, quando magia não é uma opção.

### Gourry Gabriev
Gourry Gabriev (ガウリイ・ガブリエフ, Gaurī Gaburiefu) é um espadachim nascido no Império de Elmekia. Ele aparece pela primeira vez logo no primeiro episódio, junto de Lina e intitula-se seu protetor, inicialmente por achar que ela era uma criança perdida na floresta. Possui a lendária Espada da Luz, fator utilizado por Lina para justificar andar com ele, visto que ela deseja a espada para si e frequentemente tenta convence-lo a lhe dar a arma. Durante a série, mostra-se como um espadachim imbatível. Ele tem uma uma grande dificuldade de memorização, o que o faz parecer menos inteligente porém, é bastante observador. Aparentemente desenvolve um interesse amoroso por Lina.
Aparência:
Gourry é um jovem alto e de porte atlético, possuindo longos cabelos loiros, inclusive com uma franja que cobre parte do seu rosto, e olhos azuis. Gourry veste uma armadura parcial azul com peitoral, braçadeiras, cinturão com espáduas e botas, por baixo da mesma veste uma camisa e uma calça de tons azuis mais claros que a armadura.
Habilidades:
Gourry é tão bom espadachim quanto Lina é feiticeira. A sua inabilidade de usar magia é compensada pela sua excelência com a esgrima e também pelo poder imenso da Espada da Luz. Gourry foi capaz de enfrentar sozinho Lina, Zelgadiss, Amelia e Sylphiel ao mesmo tempo, enquanto era controlado (com sua face ocultada) pelo mazoku Mestre Infernal Fibrizo, num episódio da saga Next (mas não se sabe ao certo se Gourry lutou apenas com suas forças ou foi fortificado por Fibrizo). A Espada da Luz de Gourry, é um tesouro de família. Em TRY, a espada faz parte na verdade de um conjunto, As Cinco Armas do Lorde Estrela Negra Drugadigdu, criadas por um poderoso mazoku do Sobremundo, sendo o verdadeiro nome da espada nessa versão Gorun Nova.

### Zelgadiss Graywords
Zelgadiss Graywords (ゼルガディス・グレイワーズ, Zerugadisu Gureiwāzu) é um espadachim e feiticeiro que inicia a série como um mercenário, inimigo de Lina e Gourry, mas termina como aliado de ambos. Ele é uma quimera, feita a partir de um Golem de pedra e um monstro chamado de Demônio Azul, fundidos à sua parte humana. A parte golem lhe dá resistência física e a parte demônio azul lhe dá capacidade mágica acima de um humano normal. Geralmente é chamado de Zel pelos amigos.
Zelgadiss começa a viajar com Lina e Gourry por ter se rebelado contra Rezo, o Monge Vermelho, seu tataravô, que o havia transformado em quimera e o treinado nas artes mágicas. Zelgadiss, inicialmente, suportava a sua aparência por achar que tinha sido necessária para alcançar seu objetivo por poder, porém, ao descobrir que Rezo o transformou apenas como um teste, adquiriu horror a ela, e passa boa parte do tempo se ocultando das pessoas com seu capuz e máscara. Seu objetivo maior na vida é encontrar uma cura que lhe devolva sua forma humana.
Aparência:
Zelgadiss possui uma pele azulada e parcialmente petrificada em alguns pontos e um cabelo lilás-arroxeado espetado com uma textura similar a sua pele, característcas adquiridas pelo quimerismo mágico que sofre. Zel usa roupas simples, sapatos pretos e uma camisa de mangas longas e calças, ambas bege, complementadas por uma sempre presente capa com capuz, presa por um botão com uma pedra ou joia, com a qual esconde seu rosto em público, junto com uma máscara parcial de pano.
Habilidades:
Zelagadiss equilibra suas habilidades mesclando sua esgrima, magia e resistência corporal, sendo útil em praticamente todas as situações. Zelgadiss já treinava sua esgrima desde quando ainda era um humano normal, sua habilidade mágica no entanto era medíocre. Após ser transformado por Rezo, foi treinado arduamente nas artes mágicas pelo mesmo, se tornando um feiticeiro poderoso. Zelgadiss assim como Lina pode usar praticamente todo tipo de magia, sua especialidade no entanto é com magia xamanística.

### Amelia Wil Tesla Saillune
Amelia Wil Tesla Saillune (アメリア・ウィル・テスラ・セイルーン, Ameria Uiru Tesura Seirūn) é uma jovem sacerdotisa e segunda princesa de Saillune, com uma firme (e dramática) crença na justiça. Ela se junta ao grupo de Lina após ambos salvarem seu pai, príncipe Phillionel Saillune, de um atentado e por descobrir que Lina e Gourry estavam sendo falsamente acusados de serem criminosos, ficando no grupo inicialmente como aprendiz de Lina. Amelia considera a si mesma como uma "Heroína da Justiça" e se mostra geralmente gentil porém, quando ela sente que alguém está sendo injustiçado ou algum mal está sendo cometido, ela reage de forma exageradamente dramática e se torna agressiva e inconsequente e não para até ver a justiça sendo feita (motivo pelo qual Lina se recusou a ensinar magias poderosas como o Dragão Escravo a ela). Durante a série Amelia parece desenvolver um interesse amoroso por Zelgadiss, apesar de sua aparência, embora não pareça ser correspondida da mesma forma.
Aparência:
Amelia possui uma uma constituição física similar a de Lina. Amelia possui cabelos curtos pretos com franja à testa e olhos azuis. Veste tabardo, calças, capa e botas branco-amareladas com tiras e detalhes em rosa, na sua blusa uma pedra possui um desenho de um pentagrama, símbolo da magia xamanística, ou, um hexagrama, um dos símbolos de Saillune e da magia branca, a depender da versão.
Habilidades:
Sendo uma sacerdotisa do Reino Sagrado de Saillune, a Capital da Magia Branca, Amelia é especializada nessa magia, cujo foco é cura e proteção. Amelia também pode usar magias xamanísticas em geral, e inclusive criou uma chamada Visfarank, que imbui seus membros com energia astral aumentando sua força de impacto e permitindo que ela acerte inimigos que normalmente seriam imunes à chutes e socos, como os mazoku por exemplo. Também pode ser usada para neutralizar ou se defender de magias fracas, encurtando porém o tempo já curto dessa magia.

### Naga, "A Serpente"
Naga, A Serpente (ou Serpente Branca) (蛇のナーガ, Sāpento no Nāga; lit. "Naga, A Serpente" ou "Naga da Serpente"), antes conhecida como Gracia Ul Naga Saillune (グレイシア＝ウル＝ナーガ＝セイルーン, Gureishia Uru Nāga Seirūn) é uma bela e exibida feiticeira e primeira princesa do reino de Saillune, autointitulada a maior rival de Lina Inverse. Ela possui uma personalidade beirando o fútil e não parece ser muito inteligente, embora demonstre ser quase tão habilidosa quanto Lina. Naga também é a irmã mais velha de Amelia.
Naga ouve sobre a suposta fama de Lina como "A Suprema Feiticeira" e decide que precisa tomar esse título pra si. Naga localiza Lina em um pequeno vilarejo e tenta chamar sua atenção ao incendiar sua bagagem, entretanto, sem medir as consequências acaba por incendiar toda a hospedaria. Ela desafia Lina pelo título de suprema feiticeira, o que Lina não entende, mas aceita o desafio e pede que Naga desça para enfrentá-la. Lina, irritada, a derruba em meio ao incêndio com um feitiço. Ela encontra Lina novamente em uma clareira e a ataca, Lina, por sua vez, derrota Naga sem muito esforço (com a "ajuda" da própria). Desde então, Naga segue Lina por todos os lugares tentando vencê-la em todos os tipos de disputas inventados por ela.
A mãe de Naga e Amelia, foi morta na sua frente pelo assassino Booley. Ela por sua vez vingou a morte da mãe usando uma magia original da coroa de Saillune, a Corda do Caos, matando o criminoso. Após o funeral, Naga encontrou a roupa ousada que veste no guarda-roupas de sua mãe e não muito tempo depois decidiu partir numa viagem de auto aprendizado pelo mundo (deixando assim Amelia como princesa herdeira de Saillune). Mesmo assim Naga ainda mantém contato com a sua terra natal e ocasionalmente recebe dinheiro de sua família através de um mensageiro. O povo de Saillune sabe que Naga não está desaparecida mas sim que partiu em sua própria jornada. Naga pode ser uma alcoólatra, já que é vista frequentemente bebendo ou dormindo ao lado de garrafas e copos. Para o seu descontentamento, é frequentemente referida como a "ajudante de Lina" ou como "aquela garota".
Aparência:
Naga poderia ser vista como o extremo oposto de Lina em termos de aparência: ela é alta, tem cabelo pretos e olhos azuis, como sua família, mantidos longos com uma franja similar a de Lina mantida por uma tiara dourada com uma joia que usa. Ela veste uma ousada roupa de couro, similar a um biquini, (que se torna ainda mais desconcertante por causa de seu corpo voluptuoso) com luvas e botas pretas combinando. Naga também usa uma capa preta e vermelha, com ombreiras vistosas com espinhos com um fecho de caveira. As cores escuras das roupas de Naga contrastam bastante com as cores vivas que Lina usa no seu vestuário.
Habilidades:
Tendo nascido na Capital da Magia Branca, Saillune, Naga é muito eficiente com esse tipo de magia (para surpresa de Lina, que não a vê como o tipo de pessoa que gosta de curar os outros). Naga é muito habilidosa e pode usar também magia xamanística, especialmente as de Terra e Água, e o básico de magia negra. Um de seus feitiços preferidos é a Flecha Congelante (Freezing Arrow). Naga também é capaz de distrair e assustar seus inimigos (e aliados) com sua risada desagradável e, apesar de carregar uma espada grande, nunca é vista usando-a, provavelmente por causa de sua fobia de sangue (pelo trauma da morte da mãe).

### Sylphiel Nels Lahda
Sylphiel Nels Lahda (シルフィール· ·ネルスラーダ Shirufīru Nerusu Rada), mais conhecida como Sylph durante a série. É uma jovem sacerdotisa da cidade de Sairaag, conhecida de Gourry antes do próprio conhecer Lina e os outros. Ela sente-se apaixonada por Gourry que, infelizmente pra ela, só lembra de suas comidas saborosas. Vendo como Lina e Gourry possuem uma conexão especial, Sylph acaba por disfarçar seus sentimentos dando mais espaço para os dois.
Após a Cópia de Rezo destruir sua cidade natal e todos os habitantes (inclusive o seu pai, Elc), Sylph se integra ao grupo de Lina temporariamente até que o vilão seja impedido. Mais tarde, durante a segunda parte da saga NEXT, se junta ao grupo novamente para salvar Gourry.
Aparência:
Sylph possui cabelos longos e pretos com uma franja que cobre toda sua testa e olhos verdes. Ela veste um tabardo violeta preso com um cinto preto, com luvas e botas da mesma cor com detalhes dourados. Sylph também veste uma capa verde com ombreiras azuis franjadas em dourado, com uma fita que desce do fecho que cobre parcialmente seu tronco.
Habilidades:
Sendo uma sacerdotisa no templo de Ceifeed em Sairaag, lar da Árvore Sagrada Flagoon, Sylph é especialista em magia branca, se mostrando mais habilidosa que a própria Amelia, por outro lado suas habilidades com magias negras e xamanísticas é péssima, tendo extrema dificuldade em balancear o poder nessas magias. Para auxiliar suas magias de localização, Sylph usa uma espécie de cetro com uma esfera de cristal na ponta.

### Xelloss, O Sacerdote Trapaceiro
Xelloss (ゼロス, Zerosu) é um anti-herói mazoku de alto nível e sacerdote da Lorde Mazoku Fera Suprema Zelas Metallium, conhecido pelo título de Sacerdote da Fera (ou Besta), e auto intitulando-se "O sacerdote trapaceiro". É o único quase tão forte quanto os cinco mazoku criados por Olhos de Rubi Shabranigdu, Lorde Negro do Plano Material e mestre de Zelas também (fazendo assim com que Xelloss seja indiretamente subordinado de Shabranigdu). Ao conhecer Lina e cia., Xelloss apresenta-se como um sacerdote responsável pela proteção da Bíblia de Claire, e por isso viaja ao redor do mundo procurando por cópias dos manuscritos para levá-los de volta ao templo em segurança. Com o decorrer das aventuras, Xelloss faz pouco pra esconder o seu poder verdadeiro e acaba logo demonstrando que não está bem do mesmo lado de Lina e seu grupo, que buscavam o manuscrito pelos seus poderosos feitiços e para curar o quimerismo de Zelgadiss.
Por fim todos descobrem que Xelloss é na verdade um mazoku (embora Lina já desconfiasse), entretanto essa informação acaba não atrapalhando o relacionamento entre eles, exceto por Martina, que havia se apaixonado por ele após ser salva de um grupo de bandidos. Amelia, por outro lado, implora pra que ele se redima, "desistindo do mal e se tornando um humano" (ao que Xelloss, desconcertado, responde ser impossível). Xelloss acaba desenvolvendo um tipo de respeito por Lina e companheirismo com seu grupo, porém ajudando-os apenas quando isso é do seu interesse, manipulando-os sem remorso para atingir os objetivos de sua mestra e os seus também e, sempre que confrontado a dar uma resposta clara, se esquiva dizendo: "Isso é um segredo".
Aparência:
Na sua forma humana, Xelloss tem uma estatura média, com cabelos roxos na altura dos ombros, completados por uma franja que cobre toda sua testa. Xelloss usa uma camisa larga bege e calças pretas, com luvas cinzas e sapatos marrons. Ele também usa uma capa similar a um poncho com detalhes em vermelho e amarelo que dão um ar sacerdotal à sua aparência, sendo a capa presa por um prendedor metálico com três gemas vermelhas. Na sua forma verdadeira, Xelloss se parece com um grande redemoinho violento de fumaça negra.
Habilidades:
Xelloss é um mazoku de alto nível, sendo temido pela maioria da sua raça e claramente demonstrando-se mais forte que Lina e os outros, sendo capaz de na Guerra de Kõma, derrotar, sem esforço aparente, milhares de Dragões Dourados dos ryuzoku de uma vez. Assim como qualquer mazoku, Xelloss pode canalizar sua própria energia mágica (mana), podendo disparar raios explosivos e se mover a incríveis velocidades. Xelloss anda sempre com um cajado incrustado com um orbe vermelho, que provavelmente amplifica seus poderes. Anteriormente também possuía Os Talismãs do Sangue dos Demônios, quatro joias que retiram poder dos Lordes Negros dos quatro planos (Olhos de Rubi Shabranigdu, Estrela Negra Drugadigdu, Lorde Azul Caótico e Lorde Névoa da Morte) até que Lina (com poderes enfraquecidos por causa de uma maldição) "força" Xelloss a vender os talismãs pra ela em troca de quinquilharias mágicas. Durante uma única vez Xelloss foi capaz de usar a magia negra, Bomba de Garv (Garv Bomb), usando o poder dos talismãs (já que para os mazoku é uma humilhação, ou impossível, usar os poderes de outro mazoku).

### Martina Zoana Mel Navratilova
Martina Zoana Mel Navratilova (マルチナ・ゾアナ・メル・ナブラチョア, Maruchina Zoana Meru Naburachoa) é a mimada princesa do reino de Zoana, única sacerdotisa do fictício monstro Zoamelgustar e uma antagonista cômica de Lina.
Moros Navratilova, pai de Martina e rei de Zoana, planejava uma expansão territorial agressiva e para isso precisava derrubar o reino de Saillune. Para tanto aproveitou-se de uma conferência com o embaixador de Saillune, a própria Amelia, e decidiu capturá-la para forçar uma rendição. O plano deu completamente errado porque momentos antes Amelia havia se encontrado com Lina e Gourry, que estavam na cidade por causa da rara exibição do Livro de Zoana (o qual Lina pensava ser um manuscrito da Bíblia de Claire). Lina ficou extremamente desconfiada do comportamento de Amelia que por sua vez tinha medo que o temperamento de Lina arruinasse a conferência de paz com o reino de Zoana. Lina então seguiu Amelia até o palácio e viu Amelia sendo feita refém. Após alguns insultos por parte de Martina, Lina se enfurece e conjura um Dragão Escravo dentro do palácio, destruindo completamente o castelo e os planos de Martina e seu pai. Desde então Martina jura vingança contra Lina pelo seu reino e passa a persegui-la por todos os lugares.
Martina tende a ser extremamente dramática, sempre exagerando as coisas e gosta de contar vantagens, mas na verdade ela é bastante desastrada e inconsequente, atributos que sempre lhe rendem muita dor. Apesar de parecer soberba e mimada, Martina se mostra muito determinada, inclusive trabalhando como garçonete em várias cidades para pagar os custos de sua jornada para se vingar de Lina. Martina também se apaixona facilmente, já se apaixonou por Zelgadiss, Gourry, Xelloss e finalmente Zangulus, com o qual se casou no final da saga NEXT. Ela após descobrir que Xelloss é um mazoku se desilude com ele e o acusa de tê-la enganado e usado, embora Xelloss jamais tenha demonstrado qualquer interesse nela. Martina também inventou o terrível monstro (ou demônio) Zoamelgustar, o qual ela serve devotadamente e acredita que lhe protege, inclusive confeccionando amuletos com a "face" dele (os quais ela ocasionalmente vende). Ela frequentemente diz que um dia "reviverá" Zoamelgustar.
Aparência:
Martina tem cabelos verdes, amarrados com duas chiquinhas encaracoladas e tem olhos azuis acizentados. Ela veste uma roupa extravagante composta por um conjunto semelhante a um biquini amarelo e uma meia-calça transparente preta, completados por uma bandana preta no braço direito, uma luva preta longa no esquerdo, botas de cano alto pretas e uma capa também preta com ombreiras chamativas, uma vermelha similar à garras e a outra na forma de um crânio de um monstro unicórnio.
Habilidades:
Martina não possui realmente nenhuma habilidade de luta, tem um pequeno conhecimento de magia negra e foi capaz de construir um golem mecânico usando as instruções do Livro de Zoana (que por sua vez foi completamente e facilmente inutilizado por Lina). Ela basicamente conta com a sorte, distrações do oponente ou outras pessoas para defendê-la em batalha.

### Filia Ul Copt
Filia Ul Copt (フィリア・ウル・コプト, Firia Uru Koputo) faz sua primeira aparição em Slayers TRY (após a queda da Barreira Mazoku), sendo uma ryuzoku dos Dragões Dourados e sacerdotisa do shinzoku Lorde do Fogo Vrabazard, também conhecido como Rei Dragão do Fogo. Após receber uma profecia de destruição do Deus Dragão, Filia é mandada pelo Supremo Ancião dos Dragões Dourados em busca da Cavaleira de Ceifeed, Luna Inverse, acreditando que ela é a única poderosa o bastante pra impedir a grande catástrofe. Filia chega em Zephilia, a cidade natal de Luna, e pede que ela a ajude. Luna recusa dizendo que está muito ocupada no seu emprego de garçonete e que sua irmã, Lina, será perfeitamente capaz de resolver o problema. Luna então dá uma simples carta a Filia para ser entregue à sua irmã caso ela recuse o trabalho. Filia continua sua busca, dessa vez por Lina Inverse e acaba a encontrando numa cidade litorânea fora da barreira. Lina inicialmente rejeita a proposta, como previsto, Filia então entrega a carta de Luna, o que surpreendentemente foi mais que suficiente para Lina aceitar a missão (após um ataque histérico de medo, claro). Filia, Lina, Gourry, Zelgadiss e Amelia partem rumo às terras fora da Barreira para desvendar os significado da profecia e impedir seu cumprimento. Xelloss mais uma vez aparece com objetivos suspeitos e força sua entrada no time, à extremo contragosto de Filia, já que o mesmo além de ser um mazoku, matou milhares da raça dela durante a Guerra de Kõma.
Aparência:
Na sua forma humana, Filia é alta, com longos cabelos loiros repartidos no meio e olhos azuis, também com uma cauda dourada que tenta esconder com vergonha de ser descoberta. Filia veste um longo vestido rosa rendado coberto por sua capa sacerdotal branca com detalhes também em rosa, a capa também possui uma grande joia azul no seu fecho de onde uma tira desce cobrindo parte do torso dela. Na cabeça, ela possui um pequeno chapéu pontiagudo branco e uma tiara dourada com uma pequena gema azul no centro e duas enormes gemas verdes nas laterais com hastes similares a chifres ou antenas acima das mesmas. Nas mãos, Filia usa duas luvas brancas, adornadas com pulseiras douradas com uma joia em cada, nos pés, ela usa duas botas brancas. Na sua forma original de dragão, Filia fica muito maior, com escamas douradas brilhantes, mantendo seu cabelo com uma joia esférica azul no topo e um laço rosa que usa na cauda.
Habilidades:
Por ser uma sacerdotisa no Templo do Deus Dragão de Fogo Vrabazard, Filia é especialista em magia sagrada, um tipo de magia até então, que só podia ser usada fora da Barreira Mazoku, onde Lina e os outros viveram durante toda suas vidas. Amelia demonstra grande admiração por Filia poder usar magia sagrada, já que ela, mesmo nascendo numa cidade devota a Ceifeed, nunca pode usar o mesmo tipo de magia, devido a restrição da Barreira que impedia o uso de magias shinzoku. Filia é uma ryuzoku Dragão Dourada, portanto sua forma verdadeira é de um dragão que pode disparar raios de luz. Porém para viajar com mais conforto entre os humanos, ela pode assumir uma forma humana quando quiser, apenas não conseguindo transformar sua cauda por ser inexperiente com a técnica. Ela também carrega consigo uma maça espinhosa extremamente pesada para humanos normais, geralmente a usa para punir quem a irrita ou para fazer previsões, assim como Sylph.

### Pokota
Posel Korba Taforashia (ポセル＝コルバ＝タフォーラシア, Poseru Koruba Tafõrashia), mais conhecido como Pokota (ポコタ, Pokota), é um feiticeiro e príncipe do reino Taforashia. Pokota nasceu humano mas quando era adolescente a Doença de Durum atingiu seu reino e enquanto os reinos aliados aparentemente se recusaram a socorrer, Rezo, o Monge Vermelho, ofereceu sua ajuda e pôs o rei e todos os outros em animação suspensa até que uma cura fosse encontrada e cobriu a cidade com um névoa para que ninguém a encontrasse. Rezo também selou o corpo de Pokota mas usou um vaso mágico para colocar a alma dele numa espécie de coelho de pelúcia, que é sua forma atual.
Aproximadamente dez anos depois a cura foi achada mas Rezo não pôde ser encontrado para desfazer o feitiço do sono, já que havia sido destruído pelo Giga Escravo de Lina na batalha contra o fragmento de Shabranigdu, que estava no mesmo. Pokota acaba tendo sua tecnologia de Magi-tanques e Armadura de Zanaffar roubadas misteriosamente pelo reino Ruvinagald e parte numa jornada para destruir todos eles, já que considera perigosos demais para cair em mãos erradas. Seus ataques seguidos de muita destruição, chamam a atenção das autoridades de Ruvinagald para Lina, por causa de sua péssima fama de destruidora ao redor do mundo. Lina para provar sua inocência (nesse caso), sai em busca do culpado e acaba encontrando Pokota. Após algumas batalhas e confusões, Pokota se une ao grupo mas, inicialmente, fica mais próximo de Amelia, já que foi a única que tentou conversar com ele pacificamente, porém logo desenvolve um elo mais forte com Lina, mostrado pelo fato do mesmo sempre viajar na cabeça dela.
Aparência:
Na sua forma de pelúcia, Pokota parece um coelho verde sem nariz, com um topete roxo, um zíper proeminente na parte da frente do torso e uma pequena capa vermelha. Na orelha esquerda, que também usa como mão extra (assim como a direita), possui uma argola dourada. Na sua forma humana original, Pokota era um jovem de pele bronzeada, de cabelos longos lilás com um topete alto (similar ao de sua forma de pelúcia) e olhos verdes. Suas roupas de cima eram similares a um changshan em tons de verde, com uma bermuda também verde e botas curtas marrons. Na orelha esquerda usava a mesma argola dourada que usa na sua forma de pelúcia atualmente.
Habilidades:
Pokota é um feiticeiro habilidoso, conseguindo usar magias poderosas, tanto negras quanto xamanísticas, prova disso é o fato de o mesmo ser uma das poucas pessoas a usar o Dragão Escravo além de Lina. Ele também é um tipo de gênio, criando a tecnologia dos Magi-tanques, da Armadura de Zanaffar e até uma réplica funcional da Espada da Luz.

### Nama, A Armadura Viva
Nama (ナーマ, Nāma) é uma armadura viva encontrada no subsolo do castelo da marquesa Gioconda por Lina e cia. na saga Evolution-R.
Enquanto Lina e os outros investigam o subsolo das ruínas do castelo de Gioconda em busca do Vaso do Mestre Infernal, são surpreendidos por um misteriosa canção vinda de longe. O grupo segue a voz e chega à uma sala de equipamentos e encontra entre as armaduras uma que está viva. Assustada, Lina ataca brutalmente a armadura com magia, que após facilmente se recompor começa uma discussão com ela. O grupo pergunta o nome dela e a mesma responde que é Nama ou algo parecido com isso. Nama conta que acredita ter sido uma caçadora de tesouros procurando por relíquias até que tocou num vaso e agora tudo que se lembra é de estar naquele depósito cantando porque se sentiu solitária. Zelgadiss logo conclui que a memória de Nama foi prejudicada após a transferência de alma e logo todos percebem que o vaso que Nama tocou pode ser o Vaso do Mestre Infernal que eles procuram. Lina ameaça Nama e tenta arrancar à força a informação dela. Nama diz que só irá dizer o que sabe se Lina se humilhar e implorar pra ela, Lina obviamente se recusa e as duas acabam num duelo. Durante o duelo, Lina se surpreende que Nama possa usar magia e até mesmo compara sua resistência à de Zanaffar. Por fim, Lina vence e Nama concorda em ajudar desde que Lina não a transforme em chaleira como havia ameaçado.
Aparência:
A aparência humana de Nama é desconhecida, embora seja altamente sugerido que ela seja na verdade Naga da Serpente, rival de Lina e irmã de Amelia. Como armadura, Nama tem o corpo totalmente metálico exceto por alguns adereços como a pluma roxa de seu elmo, do tipo armet, e a pequena capa preta e roxa que usa. A armadura é majoritariamente da cor cinza metálico tendo as partes superior do tronco e da cintura revestidos por uma camada de metal mais escuro adornado com partes douradas e algumas gemas roxas.
Habilidades:
Nama claramente era uma feiticeira quando humana, porém na sua forma atual, ela possui resistências física e mágica muito acima de um humano comum, além de ser capaz de disparar magias por qualquer parte de seu corpo metálico. Nama possui uma predileção por magias de gelo, principalmente a Flecha Congelante (Freeze Arrow) e a magia negra Sopro de Dynast (Dynast Breath). Ela também foi mostrada sendo capaz de usar o golpe Esmagador Pacifista (Pacifist Crusher), uma técnica que só a família real de Saillune deveria saber. Nama pode dividir suas partes livremente e movê-las pelo ar.

## Vilões

### Rezo, O Monge Vermelho
Rezo, O Monge Vermelho (ou Sacerdote Vermelho) (赤法師レゾ, Aka Hōshi Rezo), ou Rezo Graywords (レゾ・グレイワーズ, Rezo Gureiwāzu), é um feiticeiro extremamente poderoso, um dos "Cinco Grandes Sábios", um milagreiro conhecido em todas as terras dentro da Barreira, e tataravô de Zelgadiss. Rezo possuiu desde cedo uma enorme capacidade mágica e estudou extensivamente a magia branca na esperança de curar seus olhos, que nunca abriram. Apesar de se tornar, talvez, o maior usuário de magia branca, Rezo era capaz de curar os outros, inclusive suas cegueiras, porém não podia fazer nada quanto a seus próprios olhos. O desejo de Rezo de encontrar uma maneira de ganhar a visão, o levou por caminhos cada vez mais obscuros na magia, como o estudo sobre quimeras e clonagem humana. Lentamente seu sonho se tornou uma obsessão, e Rezo, embora mantivesse sua imagem de bom samaritano, começou a realizar todo tipo de experiências de caráter duvidoso, inclusive com seu tataraneto Zelgadiss, transformando-o em uma quimera. Até que em algum ponto, Rezo decidiu que ressuscitar o Lorde Negro Olhos de Rubi Shabranigdu era a única maneira de realizar seu objetivo.
Rezo acreditava que ao reviver o Lorde Negro, o mesmo em gratidão iria curá-lo. Porém sem que ele ainda soubesse, a verdadeira razão por trás de seus olhos fechados, era que dentro de sua alma foi selada uma das 7 partes de Shabranigdu, afetando seus olhos de alguma forma. Rezo planejou então destruir o Lorde Negro depois de receber sua recompensa. Para tanto, ele começou a estudar maneiras de derrotar Shabranigdu, com a ajuda de sua fiel seguidora Eris e do mazoku invocado, Tiba. Eventualmente criou uma tabuleta da Bíblia de Claire, mas nunca teve a chance de usar.
Como parte inicial do plano, Rezo voltou suas atenções à Pedra Filosofal, um poderoso amplificador mágico que lhe permitiria quebrar o selo do Lorde Negro, que ele acreditava estar selado em uma torre. Rezo então ordenou que Zelgadiss e seus homens encontrassem a Pedra. A Pedra por sua vez foi parar nas mãos da feiticeira Lina Inverse. Após a falha inicial de Zelgadiss em tomar a pedra de Lina, ele mesmo tentou convencê-la de forma pacífica a deixar a Pedra sob sua proteção, alegando que Zelgadiss queria a mesma para destruir o mundo revivendo Shabranigdu. Apesar de assustada com o suposto objetivo de Zelgadiss, Lina decide manter a Pedra consigo para decepção de Rezo. Ele então passa a usar táticas agressivas para roubar Lina sem, no entanto, revelar estar por trás dos ataques.
Aparência:
Rezo é um homem alto com cabelos roxos pouco longos que formam um arco na parte de trás de sua cabeça. Sua marca característica são seus olhos que estão irreversivelmente fechados. Como um monge ou sacerdote, de acordo com sua alcunha, ele usa um imensa roupa similar a uma batina vermelha que cobre todo seu corpo, do pescoço até os pés e braços. Em cima da mesma, usa um grande manto, também vermelho, revestido por ombreiras duplas e uma gola rígida de cores cinza esverdeadas ou pretas, com uma gema verde no fecho. Rezo também utiliza um shakujo (ou khakkhara), um cetro de monge, com um orbe verde incrustado na ponta, como ferramenta de auxílio de locomoção ou mesmo como um amplificador mágico e braceletes dourados em cada pulso.
Habilidades:
Rezo sempre se mostrou um prodígio natural para magia, nascendo com uma grande capacidade mágica (talvez resultado de possuir um dos fragmentos de Shabranigdu na sua alma). Inicialmente era um especialista em magia branca capaz de realizar milagres de cura, resolvendo vários tipos de problemas. Mais tarde sua frustração quanto a inabilidade de abrir seus olhos o levou aos estudos das magias xamanísticas e negras, além claro, de campos obscuros como as técnicas com quimeras e a clonagem mágica humana. Sendo assim, Rezo se tornou virtualmente imbatível, sempre forçando Lina e os outros a fugirem em confrontos diretos. Rezo, em reconhecimento de seu grande poder, recebeu os títulos de "Rezo, O Vermelho" e de um dos "Cinco Grandes Sábios".

### Olhos de Rubi Shabranigdu
Olhos de Rubi Shabranigdu (赤眼の魔王 シャブラニグドゥ, Rubī Ai Shaburanigudu) (ᛋᚼᚾᛒᛦᛅᛁᚷᛞᚢ, em rúnico, lit. Shabranigdu) é um dos quatro Lordes Negros e a contraparte do Lorde Divino Dragão Flamejante Ceifeed, residindo no mesmo plano que Lina e os outros vivem, portanto o mestre de todos os mazoku desse plano. Foi derrotado durante a Guerra de Shinma por Ceifeed, uma batalha que acredita-se, existia desde a criação do mundo mas que terminou há cerca de 5000 anos. Quase sem forças, Ceifeed dividiu Shabranigdu em 7 partes e as selou em almas humanas na esperança de que durante os ciclos de reencarnação humana o Lorde Negro fosse purificado e finalmente destruído antes de poder despertar. Ceifeed, exaurido, caiu no Mar do Caos e desapareceu, deixando o resto nas mãos de seus 4 alteregos, os Reis Dragões. Porém a aposta de Ceifeed se provou não tão segura, já que um humano que tenha um dos fragmentos e que possua ódio pelo mundo pode despertar o Lorde Negro e se fundir a ele tornando-se uma espécie de híbrido mazoku. Isso já aconteceu algumas vezes e os fragmentos de Shabranigdu ainda estão longe de serem purificados.
Até agora três fragmentos de Shabranigdu foram despertados: no feiticeiro Lei Magnus, durante a Guerra de Kōma, há mil anos, no Monge Vermelho Rezo Graywords e no caçador de recompensas Luke, nos tempos atuais. O primeiro foi selado no gelo por Lorde da Água Ragradia e os outros dois foram destruídos por Lina Inverse.
Aparência:
Na sua forma recém revivida, híbrida com seu receptáculo humano, Shabranigdu possui um corpo imenso e com músculos com aparência de placas sólidas, de cor avermelhado. Sua cabeça é disforme, sendo o alto do seu crânio proeminente com imensos chifres retorcidos e achatados e dentes pontiagudos numerosos e sobrepostos. Seus olhos são vermelhos escarlate, dos quais retira sua alcunha. Possui quatro braços e três caudas nessa forma. Na sua forma original, durante a grande batalha contra Ceifeed, sua aparência era muito mais medonha e confusa, possuindo um corpo disforme cheio de espinhos e dentes e tentáculos em forma de serpentes monstruosas.
Habilidades:
Em sua forma original, os poderes de Shabranigdu eram imensuráveis, competindo de igual pra igual apenas com os de Ceifeed e provavelmente os dos outros Lordes Negros e Lordes Divinos, sendo assim, apenas o Lorde dos Pesadelos poderia destruí-lo facilmente e nenhuma criatura inferior seria capaz de tal. Na sua forma fragmentada atual, o Olhos de Rubi ainda possui poderes acima de qualquer criatura no plano onde vive, sendo capaz de apenas ser destruído por estar fundido à almas humanas que o tornam frágil durante o despertar. O autor Hajime Kanzaka afirmou que provavelmente nem Lina ou Luna seriam capazes de derrotar um fragmento de Shabranigdu se este já tivesse absorvido a alma humana onde estava selado, podendo lutar assim com todas as suas forças e sem nenhuma distração causada por uma luta interna com a consciência do humano. Entretanto, Shabranigdu já perdeu 2/7 do seu poder total (sem contar claro com o fragmento de Lei Magnus selado no gelo por Ragradia), graças à Lina Inverse e seus amigos.

### Erisiel Vrumugun
Erisiel Vrumugun (エリシエル= ヴルムグン, Erisieru Vurumugun), ou apenas Eris (エリシ, Erisu), foi a assistente de Rezo durante suas peregrinações e sua maior adimiradora chegando a um amor, até onde se sabe, platônico. Um tempo depois, se tornou mestra e cuidadora da Cópia de Rezo. Após saber da morte do verdadeiro Rezo, ela envia o feiticeiro cópia Vrumugun e o espadachim mercenário Zangulus para caçarem Lina, Gourry e Zelgadiss e os trazerem a Sairaag. Enquanto isso, para maximizar suas chances de encontrar seus alvos, espalha cartazes de procurado por todo o continente, acusando Lina e os outros de crimes horríveis e oferecendo altas recompensas pelas suas cabeças.
Eris, assim como Rezo, não sabia sobre a verdadeira condição do Monge Vermelho, que o mesmo abrigava dentro de sua alma um fragmento de Shabranigdu, portanto, não imaginava que foi essa razão pela qual Lina foi obrigada a destruí-lo. Cega pelo desejo de vingança, Eris não percebeu que o seu agora objeto de atenção e cuidado, a Cópia de Rezo, tramava sua liberdade pelas suas costas. Um plano que ela não percebeu até descobrir que a Cópia de Rezo nunca seria a mesma coisa que o verdadeiro.
Aparência:
Como aprendiz de Rezo, Eris costumava usar seus cabelos pretos penteados na altura dos ombros e usar uma espécie de toga ou vestido branco, com tiras pretas nos fechos de cada braço, além de uma fina tiara branca na sua testa. Após a morte de Rezo, Eris adotou um visual mais punk, passando a usar seu cabelo arrepiado e um vestido tomara-que-caia de couro preto, com luvas longas e botas curtas combinando. Ela também usa uma capa preta e vermelha com ombreiras de metal espinhoso, além de uma tiara e um cintos brancos com detalhes dourados.
Habilidades:
Eris aparenta ser uma feiticeira poderosa visto que ela ajudava Rezo em seus milagres e se tornou uma de suas mais confiáveis ajudantes. Sua especialidade no entanto é no campo da clonagem mágica, foi capaz de criar e controlar um pequeno exército de feiticeiros chamados apenas de "Vrumugun", poderosos o suficiente para causar problemas a Lina em combates diretos.

### Cópia de Rezo
A Cópia de Rezo ( コピー·レゾ, Kopi Rezo) foi um clone mágico criado pelo verdadeiro Rezo com a intenção de buscar a cura de sua cegueira e o usando para fazer seus experimentos. A Cópia acabou se tornando frustrada com o passar dos anos por viver à sombra do verdadeiro Rezo e passou a maquinar formas de superá-lo. Sua oportunidade finalmente chegou quando o verdadeiro Rezo foi morto por Lina Inverse e Eris Vrumugun, sua cuidadora, cega pela raiva, passou a buscar meios de fortalecer a Cópia para ajudá-la a matar Lina, Gourry e Zelgadiss.
Assim como todos os clones de Eris, Rezo Cópia possuía em sua testa uma pedra mágica, que permitia a Eris controlá-lo, embora a mesma não se utilizasse disso. Sendo uma cópia quase perfeita de Rezo, ele adquiriu seu próprio conhecimento mágico através dos anos e sem que Eris percebesse, livrou-se do controle mental, esperado o dia em que poderia se libertar de todas as suas limitações. Usando a tabuleta da Bíblia de Claire, Rezo Cópia engana e mata Eris e usa o poder da tabuleta para ressuscitar e se fundir ao monstro Zanaffar, criando um escudo antimagia ao redor de si, além de aumentar drasticamente seus poderes. Obcecado por superar o Rezo original, a Cópia desafia Lina Inverse e a pressiona a usar o Giga Escravo como fez com o verdadeiro a fim de provar sua superioridade.
Aparência:
Como o nome implica, Rezo Cópia é exatamente igual ao original, sendo suas únicas diferenças físicas suas vestimentas. O clone usa um tipo de batina branca que cobre do seu pescoço até seus braços e pernas. A batina é presa por um cinto metálico e coberta por um manto vermelho com obreiras grandes de cor verde, com pedras também verdes encrustadas, e duas tiras pretas, na área do fecho. O clone tmabém possuía uma pedra de controle no centro da testa que ficava escondida sob uma tiara metálica. Quando fundido com Zanaffar, a cópia possuía seus olhos abertos, mostrando uma heterocromia.
Habilidades:
Sendo um clone quase perfeito, Rezo Cópia possuía capacidade mágica similar a do original, porém desenvolveu seu próprio conhecimento mágico, se interessando particularmente num meio de recriar o monstro Zanaffar. Seu poder evoluiu a ponto de poder livrar-se por espontânea vontade da pedra de controle de Rezo e Eris. Na sua forma normal Rezo Cópia era capaz de usar feitiços poderosos como o Mega Estigma (Mega Brand), o qual usou para obliterar Sairaag completamente. Sua energia mágica entretanto era bastante limitada tendo que se recuperar de tempos em tempos numa câmara especial, dependendo de seu desgaste. Enquanto fundido com Zanaffar, o falso Rezo possuía uma armadura antimágica impenetrável, além de recuperar a visão e poder criar bocas extras em suas mãos, amplificando o poder de suas magias. Sua única fraqueza nessa forma eram as propriedades purificadoras da árvore Flagoon e por consequência a Espada Abençoada.

## Personagens Secundários e Outros Vilões

### Zolf
Zolf (ゾルフ, Zorufu) um feiticeiro leal à Zelgadis. Embora sob o comando de Zelgadis e Rezo, Zolf infiltra no grupo apenas a fim de roubar uma estátua e a pedra filosofal. Porém, foi atingido por um ataque de Lina, ele cobre seu corpo com ataduras por causa dos ferimentos.

### Rodimus
Rodimus (ロディマス, Rodimasu) Um guerreiro idoso leal à Zelgadis.

### Dilgear
Dilgear (ディルギア, Dirugia) Um mestiço de Homem-Lobo e Troll, foi capanga de Zelgadis e Rezo. Ao contrário de Zolf, Rodimus e Noonsa, ele é bem mais violento em suas batalhas. Em sua luta contra Zelgadiss mostrou-se ter uma habilidade de se regenerar, o que deixa forte. Após ser derrotado por Zolf e Rodimus, ele nunca mais apareceu em toda a série.

### Vrumugun
Vrumugun (ヴルムグン, Vurumugun) é um feiticeiro que, junto com Zangulus queriam queimar a imagem de Lina e seus amigos aos cidadãos. É bastante silencioso e leva tudo a sério. Veste um capuz para cobrir a calvície mostrada no episódio 17. Rivalizava com Lina em suas batalhas.
Após ser derrotado por Lina no episódio 18, ele nunca mais apareceu.

### Zangulus
Zangulus (ザングルス, Zangurusu) é um mercenário e espadachim companheiro de Vrumugum. Bastante arrogante e mal humorado. Carrega consigo uma espada criada por Rezo que pode disparar grandes rajadas de vento. Rivaliza com Gourty em suas batalhas e sendo derrotado pelo mesmo no episódio 21.